# Орсо I Партичипаціо
Орсо I Партичипаціо (італ. Orso I Participazio, лат. Ursus Particiacus) (? — 881) — 14-й венеційський дож.

## Біографія
Стосовно батьків є дискусії. За одними відомостями був небожем дожа Анджело I Партичипаціо, за іншими — сином співдожа Анджело II Партичипаціо. Остання версія є більш вірогідною.
Був обраний дожем шляхом акламації після кількох днів вуличних боїв після загибелі П'єтро Традоніко. До кінця 864 року, 8 вбивць дожа були знайдені, заарештовані, передані суду і обезголовлені, деяких заслано до Константинополя чи Італійського королівства.
Відновив бойові дії проти арабських та слов'янських піратів, створивши для цього флот з нових великих суден. В цьому він взаємодіяв з візантійським імператором Василем I, оженившись на небозі останнього. Також отримав візантійський титул протоспафарія. В цьому шлюбі народилися сини Джованні, Вітторе, Орсо, П'єтро, Бадоаріо і доньки Джованна, Феліція та Вулкана. Подарував дзвін для Собору Св.Софії у Константинополі. 
Становище Венеції покращилося в Адріатиці після падіння у 871 році Барійського емірату, але венеційських флот в цих подіях не відіграв ключової ролі. Разом з тим вже у 865 року військові дії венеційського флоту змусили Домагоя, князя Приморської Хорватії, відправити заручників до Венеції, життям яким гарантував безпеку венеційських суден.
Також провів реформу управління. Також запровадив обраних суддів, які служили б магістратами, а також радниками дожа. Разом з тим зберіг практику призначення собі співдожа, яким став його старший син Джованні, згодом співдожами стали сини Орсо і П'єтро. 
Сприяв розширенню міста до Ріальто та Дорсодуро, в сучасному історичному центрі, а на урочистих зборах поновив заборону работоргівлі. Продовжив зміцнення укріплень островів, меліорацію та облаштування каналів.
Орсо I реорганізував церковну структуру дукату, забезпечивши створення п'яти нових єпископств, тим самим перешкоджаючи впливу патріархатам Аквілеї та Градо. Цьому також сприяло те, що патріархом Градо був його рідний брат Вітале Партичипаціо. 877 року зумів поставити на чолі патріархату Градо свого сина Вітторе. Донька Джованні стала абатисою монастиря Сан-Дзаккарія. Водночас ворогування з Аквілеєю тривало.
З 876 року з більшою силою поновилася війна проти неретвянських піратів, яка тривала з невеличкими перервами до самої смерті дожа.
У 880 року зумів замирити аквілейського патріарха Вальперто зі своїм сином Вітторе II, патріархом Градом. За мирною угодою надала патріарху свободу торгівлі та відкриття нового порту, отримавши натомість звільнення від усіх податків для венеціанських купців на всій території Аквілейського патріархату.  У цьому договорі дож також домігся звільнення від податків чотирьох складів, якими він володів в Аквілеї, тоді як його співгромадяни отримали лише обмежені знижки. Того ж року підтвердив  попередні договори з Франкською імперією
Помер природною смертю в 881 році. Владу перебрав син Джованні. Інший син Бадоаріо став засновником роду Бадоер.